# Rewolucja brabancka
Rewolucja Brabancka (fr. Révolution brabançonne, niderl. Brabantse Omwenteling) – belgijska rewolucja trwająca od 24 października 1789 do 2 grudnia 1790 roku, skierowana przeciwko Austriakom.

## Tło
Od 1714 roku tereny dzisiejszej Belgii (zwane wówczas Niderlandami Austriackimi) znajdowały się pod władzą dynastii Habsburskiej. Mieszkańcy tej prowincji byli w większości Katolikami. W latach 80. XVIII w. cesarz Świętego Cesarstwa Rzymskiego Józef II rozpoczął szereg reform dotyczących państwa i Kościoła w tym kasatę zakonów. Spowodowało to niezadowolenie miejscowej ludności i serię zamieszek w roku 1787, zwanych Małą Rewolucją, która jednak szybko została stłumiona. Wtedy czołowy przedstawiciel opozycji antyaustriackiej, nazywającej siebie „Patriotami”, Henri Van der Noot, udał się do Republiki Zjednoczonych Prowincji by tam utworzyć rewolucyjną belgijską armię.

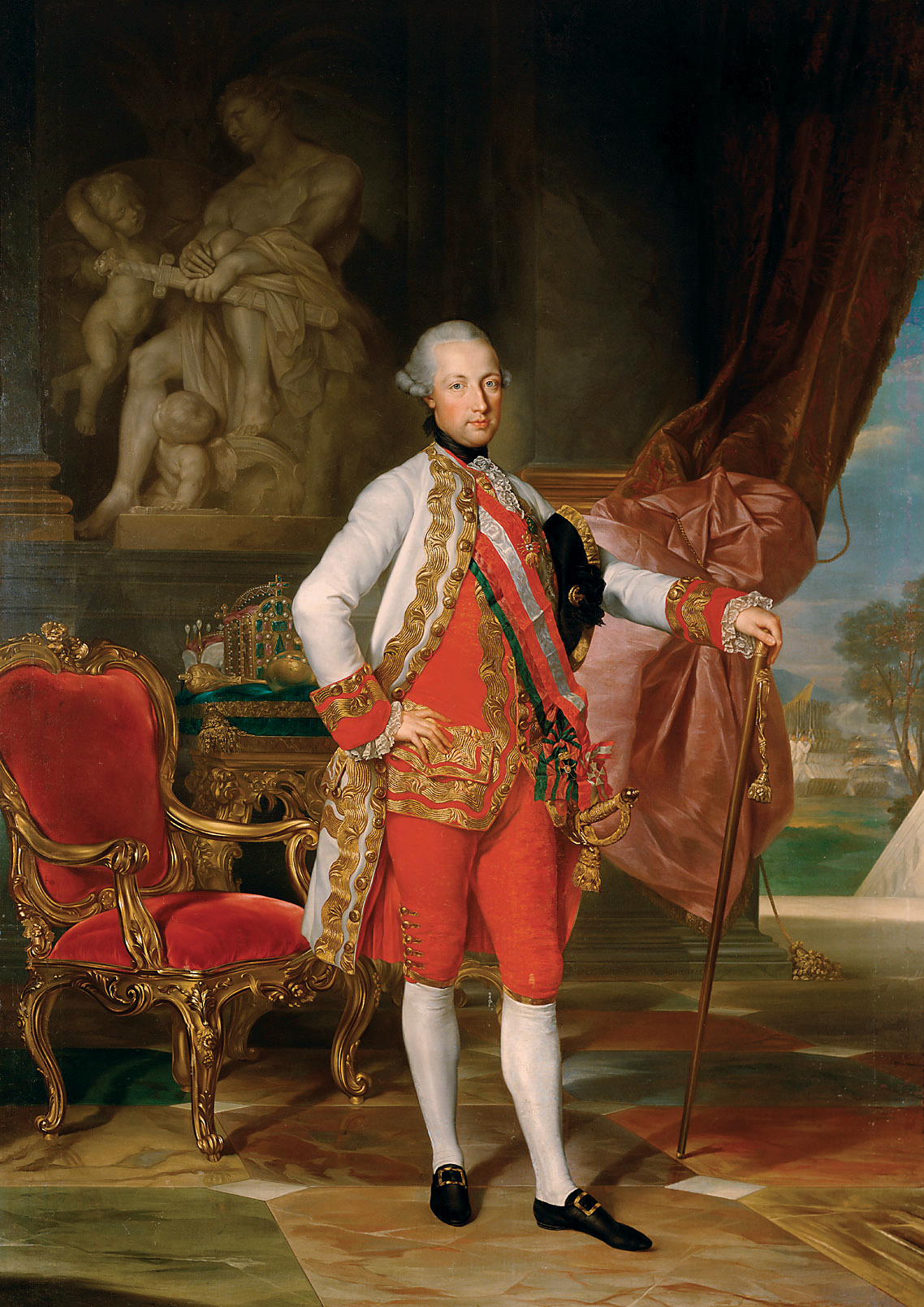
Cesarz Józef II

## Przebieg

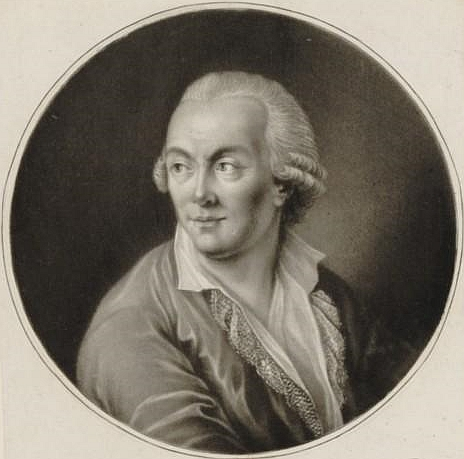
Henri Van der Noot

24 października 1789 roku armia Van der Noota przekroczyła granicę Belgii z Holandią i zajęła miasto Hoogstraten, gdzie w Ratuszu odczytano „Manifest Ludu Brabancji”, w którym potępiono cesarza Józefa II. 27 października siły rebeliantów starły się z wojskami austriackimi w Bitwie pod Turnhout, w której wojska cesarskie poniosły klęskę i wielu austriackich żołnierzy przeszło na stronę Belgów. Armia „Patriotów” następnie szybko zajęła Flandrię a 27 listopada Namiestnik Niderlandów Austriackich Maria Krystyna Habsburg opuściła Brukselę. Do grudnia wojska austriackie wycofały się do Twierdzy Luksemburg.

## Zjednoczone Stany Belgijskie

Flaga Zjednoczonych Stanów Belgijskich

11 stycznia 1790 roku na mocy Traktatu o Unii zawartego przez zbuntowane prowincje Niderlandów Austriackich powstały Zjednoczone Stany Belgijskie. W państwie tym doszło do sporu między dwoma głównymi frakcjami: Vonckistów i Etatystów. Etatyści opowiadali się za zachowaniem feudalnych przywilejów i wysokiej pozycji Kościoła. Należał do nich m.in. Henri Van der Noot. Z kolei frakcja Vonckistów (której nazwa wzięła się od jej przywódcy, Johannesa Fransa Voncka) popierała reformy które przeprowadził Józef II. Vonckiści zostali jednak w marcu 1790 roku wygnani z Belgii i władzę w Zjednoczonych Stanach Belgijskich przejął Henri van de Noot.

## Upadek rewolucji

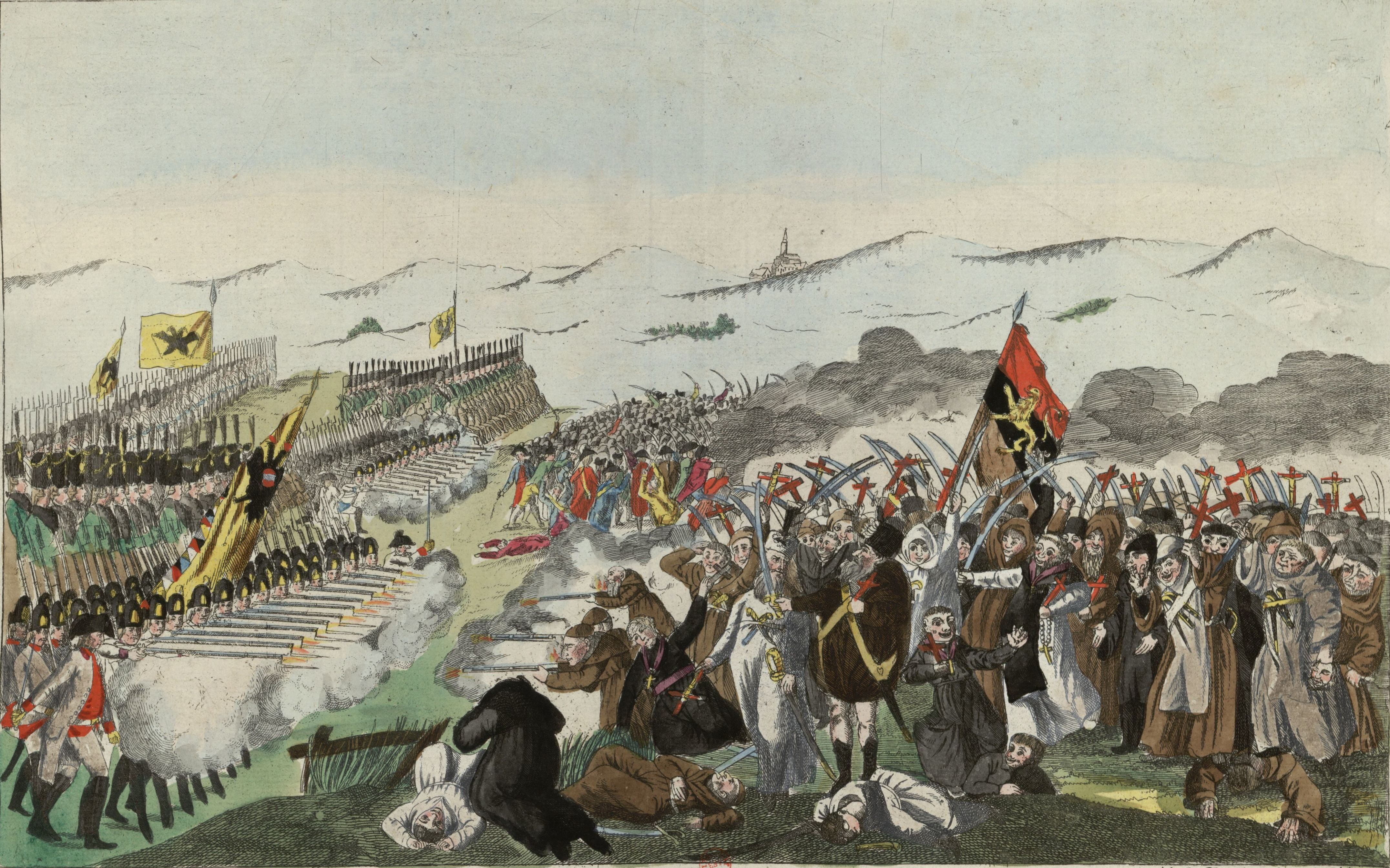
Bitwa pod Falmagne

20 lutego 1790 roku zmarł cesarz Józef II. Jego następcą został Leopold II, który zawarł rozejm z Turcją i wysłał 30 000 żołnierzy po dowództwem feldmarszałka von Bendera do Belgii by stłumić rewolucję. Wojska Zjednoczonych Stanów Belgijskich zostały pokonane w Bitwie pod Falmagne 28 września 1790, a następnie Austriakom poddały się miasta Hainaut i Namur. 2 grudnia 1790 skapitulowała Bruksela, co zakończyło rewolucję.

## Następstwa
Mimo tego że po upadku rewolucji władzę w Belgii odzyskali Austriacy, wycofano większość reform wprowadzonych przez Józefa II. Rząd etatystów zaproponował utworzenie Wielkiego Księstwa Belgii pod rządami Karola Habsburga, jednak plany te zakończyły się fiaskiem.